# Siphocampylus coronatus
Siphocampylus coronatus är en klockväxtart som beskrevs av Henry Allan Gleason. Siphocampylus coronatus ingår i släktet Siphocampylus och familjen klockväxter.
Artens utbredningsområde är Colombia. Inga underarter finns listade i Catalogue of Life.